# Què veiem quan mirem cap al cel?
Què veiem quan mirem cap al cel? (en georgià: რას ვხედავთ როდესაც ცას ვუყურებთ?) és una pel·lícula dramàtica alemanogeorgiana del 2021 escrita i dirigida per Alexandre Koberidze. La pel·lícula és protagonitzada per Ani Karseladze, Giorgi Bochorishvili i Vakhtang Panchulidze. La cinta es va estrenar al 71è Festival Internacional de Cinema de Berlín el març de 2021. El 5 de gener de 2022 es va estrenar la versió subtitulada en català.

## Argument
La Lisa i el Giorgi es troben per casualitat en un carrer de la ciutat georgiana de Kutaissi i l'enamorament és immediat. Tant, que fins i tot obliden preguntar-se els seus noms. Abans de continuar el seu camí, acorden retrobar-se l'endemà. Poc saben que seran víctimes d'una maledicció.

## Repartiment
El repartiment inclou:
- Ani Karseladze com a la Lisa
- Giorgi Bochorishvili com a en Giorgi
- Oliko Barbakadze com a la Lisa
- Giorgi Ambroladze
- Vakhtang Panchulidze
- Sofio Tchanishvili com a l'Ana
- Irina Chelidze
- David Koberidze com a l'Irakli
- Sofio Sharashidze com a l'Ana